# Jack Savage
Pour les articles homonymes, voir Savage.
Jack Savage, né le 14 décembre 1929 à Londres (Angleterre), est un footballeur anglais, qui évoluait au poste de gardien de but à Manchester City.

## Carrière de joueur
- 1950-1951 : Hull City
- 1951-1954 : Halifax Town
- 1954-1958 : Manchester City
- 1957-1959 : Walsall
- 1959-1960 : Wigan Athletic